# 洺北街道
洺北街道，是中华人民共和国河南省周口市郸城县下辖的一个乡镇级行政单位。

## 行政区划
洺北街道下辖以下地区：
永安社区、吉祥社区、北关社区、二桥社区、王楼社区、张小庄社区、胡庄社区、吴庄社区、郑小楼社区、王老家社区和新村社区。